# Черемховский драматический театр
Черемховский драматический театр — драматический театр в Черемхово Иркутской области, основан в 1939 году.

## История
Впервые в городе театр был создан в 1930-е годы. Тогда это был непрофессиональный театр рабочей молодежи. Труппа была набрана из заводских и фабричных драмколлективов. Работали на энтузиазме. Режиссёров для самодеятельных артистов приглашали из больших городов. Но театр проработал недолго. Был закрыт через полгода из-за недофинансирования.
В 1933 году в городе был открыт Дом техники, а при нем организован драмколлектив на общественных началах. У зрителя он пользовался большим успехом и просуществовал до 1939 года — времени открытия в городе Черемхово профессионального драматического театра.
Александр Викторович Пергамент (18 июня 1906 — 1969) — советский театральный режиссёр и педагог, народный артист РСФСР (1959) участвовал в создании 1-го рабочего театра (сейчас Черемховский драматический театр) в сибирском посёлке Шадринка (сейчас часть Черемхово Иркутской области).
7 ноября 1939 года в реконструированном здании клуба ИТР спектаклем «Член реввоенсовета» («Год 19-й») И. Прута впервые открылся занавес нового профессионального коллектива, получившего название Черемховский горняцкий драматический театр. Спектакль был поставлен художественным руководителем театра Сорокиным и оформлен художником Прокопенко. Коллектив артистов прислан из Москвы. Первым директором был Скидельман, режиссёром — Долин.
В первом своем театральном сезоне театр поставил 15 пьес и дал 212 спектаклей, которые посмотрели 50 тысяч зрителей. В репертуаре были: Островский, Горький, Гольдони, Гюго, Шиллер, Шоу, Лавренев и др. Вскоре после начала сезона 1941/1942 театр выехал в Усолье и работал там до весны 1943 года. А в здании Черемховского театра работали: Иркутский областной театр, Иркутский ТЮЗ, Украинский театр музыкальной комедии и драмы, сезон 1942/1943 — Московский театр им. Ермоловой.
После пожара, имевшего место в 1980 году, театр переехал в здание ДК разреза «Черемховский», где и находится по настоящее время.
В 2011 году указом губернатора Иркутской области Дмитрия Мезенцева Черемховскому театру присвоено имя Владимира Гуркина.
В Черемховском драматическом театре работал завлитом советский писатель и драматург Михаил Ворфоломеев.
Черемховский драмтеатр сыграл заметную роль в судьбе известных драматических произведений. Здесь впервые на профессиональной сцене было поставлено «Прощание в июне» Александра Вампилова – за несколько лет до того, как этот молодой иркутский драматург получил всесоюзную славу. Также именно черемховцы одними из первых увидели пьесу Владимира Гуркина «Любовь и голуби» – её премьера состоялась в Черемхово до выхода популярного фильма 1984 года.

## Труппа

### Режиссёры
- Андрей Штейнер
- Сергей Болдырев
- Геннадий Сизых
- Дмитрий Акимов
- Владимир Гуркин

### Артисты
В разные годы в театре работали:
- Народный артист Бурятии Евгений Тихомиров
- Народная артистка РФ Анна Лаптева
- Заслуженная артистка Удмуртии Светлана Перевалова

## Награды
- Статуэтка — портрет Володина в исполнении Резо Габриадзе за спектакль «Фабричная девчонка» А. Володина, 2011.